# Горнате Олона
Горна̀те Оло̀на (на италиански: Gornate Olona; на ломбардски: Gurnàa, Гурнаа) е село и община в Северна Италия, провинция Варезе, регион Ломбардия. Разположено е на 303 m надморска височина. Населението на общината е 2219 души (към 2017 г.).